# Saturnovi obroči
Satúrnove obróče sestavlja skupina istosrediščnih obročev, ki v ekvatorialni ravnini obdajajo planet Saturn v obliki tankega ploščatega diska. Posamezni obroči se med seboj razlikujejo po svetlosti. Med seboj jih ločijo temnejši pasovi, ki jim pravimo ločnice oziroma vrzeli. Saturnovi obroči so med najbolj znanimi objekti v Osončju. Sestavljeni so iz ledu in delcev prahu. Dobro so vidni že z manjšim daljnogledom.

## Zgradba obročev
Planetni obroč okoli Saturna je sestavljen iz večjega števila svetlejših obročev in temnejših vrzeli med njimi. Naslednja razpredelnica prikazuje zgradbo, lego in velikost obročev .
| Ime(5)                       | Oddaljenost od središča Saturna (km) | Širina (km) | Imenovano po         | Debelina (m) | Prosojnost (1) |
| ---------------------------- | ------------------------------------ | ----------- | -------------------- | ------------ | -------------- |
| Obroč D                      | 66.900 – 74.658                      | 7758        |                      |              | 10 -5          |
| Obroč C                      | 74,658 – 91.975                      | 17.317      |                      | 5            | 0,05 – 0,35    |
| Colombova vrzel              | 77.800 - ?                           | 100         | Giuseppe Colombo     |              |                |
| Titanov obroč                | 77.871 – 77.896                      |             | Saturnova luna Titan |              |                |
| Maxwellova vrzel             | 87.491 (2)                           | 270         | James Clerk Maxwell  |              |                |
| Obroč B                      | 91.975- 117.507                      | 15.532      |                      | 5 – 10       | 0,4 – 2,5      |
| Cassinijeva ločnica          | 117.507 – 122.340                    | 4833        | Giovanni Cassini     |              | 0 – 0,1        |
| Huygensov obroč              | 117.825 – 118.185                    | 360         | Christiaan Huygens   |              |                |
| Obroč A                      | 122.170 – 136.775                    | 14.605      |                      | 10 – 30      | 0,4 – 1,0      |
| Enckejeva ločnica            | 133.410 – 133.740                    | 270         | Johann Encke         |              | 0              |
| Keelerjeva vrzel             | 136.510 – 136.550                    | 40          | James Keeler         |              |                |
| R/2004 S 1(2)                | 137.630 (3)                          | ?           |                      |              |                |
| R/2004 S 2(2)                | 138.900 (3)                          | ?           |                      |              |                |
| Obroč F                      | 140.194 – 140.244                    | 50          |                      |              | 0,1 - 1        |
| Obroč Janusa in Epimeteja(4) | 149,000 - 154,000                    | 5.000       | Janus in Epimetej    |              |                |
| Obroč G                      | 166.000 – 173.200                    | 7200        |                      |              | 10 -6          |
| Obroč Palene(4)              | 211.000 – 213.500                    | 2500        | Palena               |              |                |
| Obroč E                      | 180.000 – 480.000                    | 300.000     |                      |              | 10 -6          |

Opombe:

(1) Prosojnost (transparentnost) pove, koliki del vpadajoče svetlobe se absorbira oziroma razprši.

(2) Začasno ime.

(3) Razdalja do središča vrzeli ali obroča, ki je ožji kot 1000 km.

(4) Neuradno ime.

(5)Imena, ki jih je določila Mednarodna astronomska zveza, kjer ni drugače navedeno.

## Odkritje
O obročih okoli Saturna je prvi poročal Galileo Galilei že leta 1610. Imel je zelo slab daljnogled in je mislil, da vidi dve luni, po eno na vsaki strani planeta . Leta 1655 je Christiaan Huygens prvi ugotovil, da Saturn obdajajo obroči..
Prvi, ki je predvideval, da so obroči iz delcev prahu, je bil Giovanni Domenico Cassini. Leta 1675 je odkril temnejši pas v obroču. Ta pas danes imenujemo Cassinijeva ločnica.

## Obroč D
Obroč D je Saturnu najbližji (notranji) obroč.  Njegov notranji rob je samo okoli 7000 km nad atmosfero Saturna, prične se na razdalji 66.900 km od središča planeta in konča na razdalji 74.658 km od središča. V letu 1980 je Voyager 1 odkril, da je ta obroč pravzaprav sestavljen iz treh manjših obročev, ki so jih  označili z D73, D72 in D68 (notranji). Obroči imajo izredno majhno svetlost. Na posnetkih so jih opazili samo po izredno dolgi osvetlitvi. Sonda Cassini je pozneje odkrila, da se je oboč D72 v 25 letih pomaknil za 200 km bliže k Saturnu. Na ostalih obročih niso opazili sprememb. Cassini je prav tako odkril, da v obroču D73 obstajajo motnje v obliki valov, ki so veliki 30 km.

## Obroč C
Obroč C se prične na oddaljenosti 74.658 km, razteza pa se do 92.000 km od središča Saturna. Njegova debelina je samo okoli 5 m. Masa, ki obroč sestavlja je 1,1 · 10 18 kg. Obroč ne prepusti 5 do 10 % svetlobe, ki pada nanj. Zaradi tega obroč izgleda skoraj prozoren, če ga gledamo od zgoraj. Obroč ima v svoji notranjosti več majših vrzeli. Najbolj izraziti sta Colombova in Maxwellova vrzel.

### Colombova vrzel
Colombova vrzel se nahaja v sredini obroča C. Imenuje se po Giuseppu Colombu, ki je z vojim raziskovanjem veliko prispeval k poznavanju Saturnovim obročev.
Colombova vrzel se prične na razdalji 77.800 km od središča Saturna, sega pa do razdalje okoli 77.900 km od središča Saturna. Vrzel vsebuje manjši obroč, ki ga imenujemo Titanov obroč.

### Titanov obroč
Titanov obroč imenujejo tudi Colombov obroč. Od središča Saturna je oddaljen 77.883 km. Nahaja se znotraj Colombove vrzeli. Obroč je izsreden (rahlo je eliptičen). Je v resonanci s satelitom Titanom. Zunaji rob obroča vedno kaže proti luni Titan.

### Maxwellova vrzel
Maxwellova vrzel leži znotraj obroča C.

## Obroč B
Obroč B je notranji broč od dveh največjih in najbolj svetlih obročev. Sestavljen je iz zelo velikega števila manjših obročev. Nekateri od njih imajo izsredne tire. V obročih se pojavljajo prečke, ki potekajo radialno preko obročev (glej sliko). Masa obroča je 2,8 · 10 -10 kg.

## Huygensov obroč
Huygensova vrzel leži na notranjem robu Cassinijeve ločnice in je oddaljena od središča Saturna 117.680 km, ter široka od 285 do 440 km. Vsebuje gosti neokrogli Huygensov obroč. Huygensov obroč sega od 117.825 do 118.185 km od središča Saturna.

## Cassinijeva ločnica
Cassinijeva ločnica je 4833 km široka vrzel med obročema A in B. Odkril jo je že leta 1675 Giovanni Domenico Cassini. Cassinijeva ločnica je največja vrzel v sistemu Saturnovih obročev. Vidna je z Zemlje že z malo močnejšim daljnogledom. Izgleda kot temna vrzel med obročema. Sondi Voyager 1 in Voyager 2 sta odkrili, da jo sestavlja večje število manjših obročev. Vzrok za nastanek Cassinijeve ločnice je luna Mimas. Delci iz notranjega dela ločnice so v 1:2 orbitalni resonanci z delci z luno Mimas (obkrožijo Saturn dvakrat ob enkratni obkrožitvi lune Mimas).

## Obroč A
Obroč A je zunanji obroč od dveh svetlih obročev. Njegova zunanja meja je blizu tirnice lune Atlas. Obroč A je na 22 % svojhe širine prekinjen z vrzelijo, ki jo imenujemo Enckejeva vrzel. Na zunanjem robu obroča je Keelerjeva vrzel. Debelina obroča je med 10 in 30 m. Masa celotnega obroča je 6,2 · 10 18 kg. Delež svetlobe, ki se obsorbira ali razprši v obroču je med 0,4 in 1,0. Zunanji rob obroča se vzdržuje z orbitalno resonanco 7:6 z luno Janus.

### Enckejeva ločnica
Enckejeva ločnica ali tudi Enckejeva vrzel se nahaje v obroču A. Odkril je ni Johann Franz Encke, ampak se po njem samo imenuje. Nastala je zaradi lune Pan. Njena širina je okoli 270 km. Posnetki sonde Cassini-Huygens so pokazali, da vrzel vsebuje vsaj dva manjša obroča. 

### Keelerjeva vrzel
Keelerjeva vrzel je okoli 40 km širika vrzel v obroču A, priblžno 250 km od zunanjega roba. Imenuje se po astronomu Jamesu Edwardu Keelerju. V njej se nahaja luna Dafnis.

## R/2004 S 1
R/2004 S 1 je začasna oznaka za obroč, ki se nahaja med obročema A in F. Ta majhen obroč sovpada s tirnico lune Atlas. Obroč je odkrilo vesoljsko plovilo Cassini-Huygens.

## R/2004 S 2
R/2004 S 2 je tudi začasna oznaka za manjši obroč, ki ga je odkrilo vesoljsko plovilo Cassini. Obroč se nahaja na oddaljenosti 138.900 km od središča Saturna. Obroč se nahaja med tirnicama lun Atlas in Prometej.

## Obroč F
Obroč F je eden izmed zunanjih Saturnovih obročev. To je zelo tanek rahlo izsreden obroč, samo nekaj sto kilometrov širok. Za njegovo obliko skrbita dva pastirska satelita Prometej in Pandora. Posnetki kažejo, da obroč sestavlja osrednji obroč, iz katerega izhajajo spirale, ki potekajo vzdolž osrednjega obroča . 

## Obroč Jana in Epimeteja
Šibek obroč se nahaja tudi na področju, ki ga zasedata luni Jan in Epimetej. Prve posnetke tega področja je naredila sonda Cassini-Huygens v letu 2006. Obroč je verjetno nastal iz delcev, ki so odleteli s površji lun zaradi padcev meteoritov.

## Obroč G
Obroč G je zelo šibek obroč, nahaja se približno na polovici razdalje med obročema F in E. V njem so svetlejši lok blizu notranjega roba, ki se vzdržujejo zaradi orbitalne resonance 7 : 6 z luno Mimas . Radialna širina lokov je okoli 250 km. Lok je verjetno iz delcev vodnega ledu, velikih tudi do nekaj metrov. Predvideva se, da je nastal z razpadom manjše lune. V nekaj tisoč letih pa bo izgubil svojo maso in počasi izginil.

## Obroč Palene
Obroč Palene se nahaja v okolici tirnice lune Palene. Njene posnetke je naredila sonda Cassini v letu 2006 . Obroč je verjetno nastal zaradi padcev meteoritov na površje lune, kar povzroča redno odtekanje snovi v obroč. 

## Obroč E
Obroč E je zunanji obroč. Je zelo širok, saj se razteza vse od tirnice lune Mimas do tirnice lune Rea. To je zelo šibek obroč, sestavljen iz mikroskopsko majhnih delcev vodnega ledu. V letu 2006 so odkrili kriovulkanizem na luni Enkaled, ki bi lahko bila vzrok za nastanek tega obroča.